# Kernkampella brevispora
Kernkampella brevispora är en svampart som först beskrevs av Hirats. f. & Hashioka, och fick sitt nu gällande namn av G.F. Laundon 1975. Kernkampella brevispora ingår i släktet Kernkampella och familjen Raveneliaceae.   Inga underarter finns listade i Catalogue of Life.